# Baek Ji-eun
Baek Ji-eun (백지은?; 8 dicembre 1987) è un'ex cestista sudcoreana.

## Carriera
Con la Corea del Sud ha disputato i Campionati mondiali del 2018.